# Veraneo en Mar del Plata
Veraneo en Mar del Plata es una película en blanco y negro de Argentina dirigida por Julio Saraceni sobre el guion de Máximo Aguirre que se estrenó el 2 de septiembre de 1954 y que tuvo como protagonistas a Los Grandes del Buen Humor y María del Río.

## Sinopsis
Los Grandes del Buen Humor filman una película en Mar del Plata.

## Reparto
- Jorge Luz ... Jorge
- Rafael Carret ... Rafael
- Guillermo Rico ... Guillermo
- Zelmar Gueñol ... Zelmar
- Ramón J. Garay ... Saporiti
- María del Río ... Silvana Manganini
- Carlos Barbetti ... Cuatrini
- Osvaldo Domecq
- María Esther Corán ... Dueña de la pensión
- Nelly Prince

## Comentarios
King opinó sobre el filme:

”Afina, en todo orden de cosas, la puntería con respecto a otras películas del quinteto.”

Por su parte Manrupe y Portela escriben:

”Poco argumento y gags a lo Mack Sennett.”